# Lago Martín
El lago Martín es un lago de origen glaciar ubicado en la provincia de Río Negro, Argentina, en el departamento Bariloche.
Su nombre recuerda a un misionero jesuita del siglo XVIII, que visitara la cercana región de Bariloche.
Está rodeado de bosque andino patagónico, y hacia el fondo del mismo se encuentran formaciones vegetales más densas, pertenecientes a la llamada selva valdiviana. Todo el lago pertenece al parque nacional Nahuel Huapi, y la mayor parte del mismo a la Reserva Estricta del mismo.
No es accesible por vehículos, y recibe muy escasos visitantes, que generalmente caminan desde el cercano Lago Steffen, del que lo separa un trayecto de menos de 700 metros. No tiene población permanente en sus orillas, y sólo es visitado por pescadores de salmónidos y montañistas.
Su nombre honra a Carlos Martín, gobernador de la colonia alemana del lago Llanquihue, en Chile, que financiara y colaborara en las exploraciones de Francisco Fonck por los Lagos del Sur de la Argentina a fines del siglo XIX.